# Archidium tenerrimum
Espèce
Archidium tenerrimum est une espèce de mousse.